# Psíquico
Un psíquico es una persona que afirma utilizar la percepción extrasensorial (PES) para identificar información oculta a los sentidos normales, en particular la telepatía o la clarividencia, o que realiza actos que aparentemente son inexplicables por las leyes naturales. Aunque mucha gente cree en las habilidades psíquicas, el consenso científico es que no hay pruebas de la existencia de tales poderes y describe la práctica como pseudociencia. La palabra "psíquico" también se usa como adjetivo para describir tales habilidades.
Los psíquicos engloban a las personas en una variedad de roles. Algunos son actores teatrales, como magos de teatro, que utilizan diversas técnicas, por ejemplo, prestidigitación, lectura en frío y lectura en caliente, para producir la apariencia de tales habilidades con fines de entretenimiento. Existe una gran industria y una red en la que las personas que se anuncian como psíquicos brindan asesoramiento a los clientes. Algunos psíquicos famosos incluyen a Edgar Cayce, Ingo Swann, Peter Hurkos, Janet Lee, Jose Ortiz El Samaritano, Miss Cleo, John Edward, Sylvia Browne y Tyler Henry Los poderes psíquicos son afirmados por detectives psíquicos y en prácticas como la arqueología psíquica e incluso la cirugía psíquica.
Los críticos atribuyen poderes psíquicos al engaño intencional o al autoengaño. En 1988, la Academia Nacional de Ciencias de EE. UU. dio un informe sobre el tema y concluyó que "no existe una justificación científica de la investigación realizada durante un período de 130 años para la existencia de fenómenos parapsicológicos". Un estudio intentó repetir experimentos parapsicológicos reportados recientemente que parecían apoyar la existencia de precognición. Los intentos de repetir los resultados, que implicaban el desempeño en una prueba de memoria para determinar si la información posterior a la prueba la afectaría, "no produjeron efectos significativos" y, por lo tanto, "no respaldan la existencia de capacidad psíquica" de este tipo.
Los psíquicos a veces aparecen en la ciencia ficción y la ficción fantástica. Ejemplos de ficción con personajes con poderes psíquicos incluyen la franquicia Star Wars, que presenta seres "sensibles a la Fuerza" que pueden ver el futuro y mover objetos de forma telequinética, junto con Dungeons & Dragons y algunas de las obras de Stephen King, entre muchas otras.

## Historia

### Etimología
La palabra "psíquico" se deriva de la palabra griega psychikos ("de la mente" o "mental"), y se refiere en parte a la mente o psique humana (por ejemplo, "confusión psíquica"). La palabra griega también significa "alma". En la mitología griega, la doncella Psique era la deificación del alma humana. La palabra derivación del latín psȳchē es del griego psȳchḗ, literalmente "aliento", derivado de psȳ́chein, respirar o soplar (por lo tanto, vivir).
El astrónomo francés y espiritualista Camille Flammarion es acreditado como quien usó por primera vez la palabra psíquico, mientras que se introdujo más tarde al idioma inglés por Edward William Cox en la década de 1870.

### Primeros videntes y profetas
Los elaborados sistemas de adivinación y predicción de la suerte se remontan a la antigüedad. Quizá el sistema de adivinación más conocido de las primeras civilizaciones era la astrología, cuyos practicantes creían que las posiciones relativas de los cuerpos celestes podían dar una idea de la vida de las personas e incluso predecir sus circunstancias futuras. Se decía que algunos adivinos eran capaces de hacer predicciones sin el uso de estos elaborados sistemas (o en conjunción con ellos), a través de algún tipo de aprehensión directa o visión del futuro. Estas personas eran conocidas como videntes o profetas, y en épocas posteriores como clarividentes (palabra francesa que significa "vista clara" o "visión clara") y psíquicos.
Los videntes formaron un papel funcional en la civilización temprana, a menudo sirviendo como asesores, sacerdotes y jueces. Se incluyen varios ejemplos en los relatos bíblicos. El libro I de Samuel (capítulo 9) ilustra una de esas tareas de funcionario cuando se le pide a Samuel que encuentre los burros del futuro rey Saúl. El papel de profeta apareció perennemente en las culturas antiguas. En Egipto, los sacerdotes de la deidad solar Ra en Menfis actuaron como videntes. En la antigua Asiria, a los videntes se les llamaba nabu, que significa "llamar" o "anunciar".
El oráculo de Delfos es una de las primeras historias de la antigüedad clásica sobre habilidades proféticas. Se creía que la Pitia, la sacerdotisa que presidía el Oráculo de Apolo en Delfos, podía pronunciar profecías inspiradas por Apolo durante los rituales que comenzaron en el siglo VIII a. C. A menudo se dice que la Pitia pronunciaba oráculos en un estado frenético inducido por los vapores que se elevaban del suelo, y que hablaba un galimatías, que se cree que era la voz de Apolo, que los sacerdotes transformaron en las enigmáticas profecías conservadas en la literatura griega. Otros eruditos creen que los registros de la época indican que Pythia habló de manera inteligible y dio profecías con su propia voz. La Pitia era una posición ocupada por una sucesión de mujeres probablemente seleccionadas de entre un gremio de sacerdotisas del templo. La última respuesta registrada se dio en el 393 d. C., cuando el emperador Teodosio I ordenó que los templos paganos dejaran de funcionar. Investigaciones geológicas recientes plantean la posibilidad de que el gas etileno haya causado el estado de inspiración de Pythia.
Una de las referencias históricas más perdurables a lo que algunos consideran habilidad psíquica son las profecías de Michel de Nostredame (1503-1566), a menudo latinizadas a Nostradamus, publicadas durante el período del Renacimiento francés. Nostradamus fue un boticario y vidente francés que escribió colecciones de profecías que desde entonces se han hecho famosas en todo el mundo y rara vez se han agotado desde su muerte. Es más conocido por su libro Les Propheties, cuya primera edición apareció en 1555. En conjunto, se sabe que sus obras escritas contienen al menos 6.338 cuartetos o profecías, así como al menos once calendarios anuales. La mayoría de las cuartetas tratan sobre desastres, como plagas, terremotos, guerras, inundaciones, invasiones, asesinatos, sequías y batallas, todos sin fecha.
Nostradamus es una figura controvertida. Sus numerosos entusiastas, así como la prensa popular, le atribuyen el mérito de haber predicho muchos acontecimientos mundiales importantes. El interés por su obra sigue siendo considerable, especialmente en los medios de comunicación y en la cultura popular. Por el contrario, la mayoría de los académicos sostienen que las asociaciones hechas entre los eventos mundiales y las cuartetas de Nostradamus son en gran medida el resultado de malas interpretaciones o traducciones erróneas (a veces deliberadas) o son tan tenues que las vuelven inútiles como evidencia de un poder predictivo genuino.
Además de la creencia de que algunos personajes históricos estaban dotados de una predisposición a las experiencias psíquicas, se pensaba que algunas habilidades psíquicas estaban disponibles para todos en ocasiones. Por ejemplo, la creencia en sueños proféticos era común y persistente en muchas culturas antiguas.

### Progresión delsigloXIX

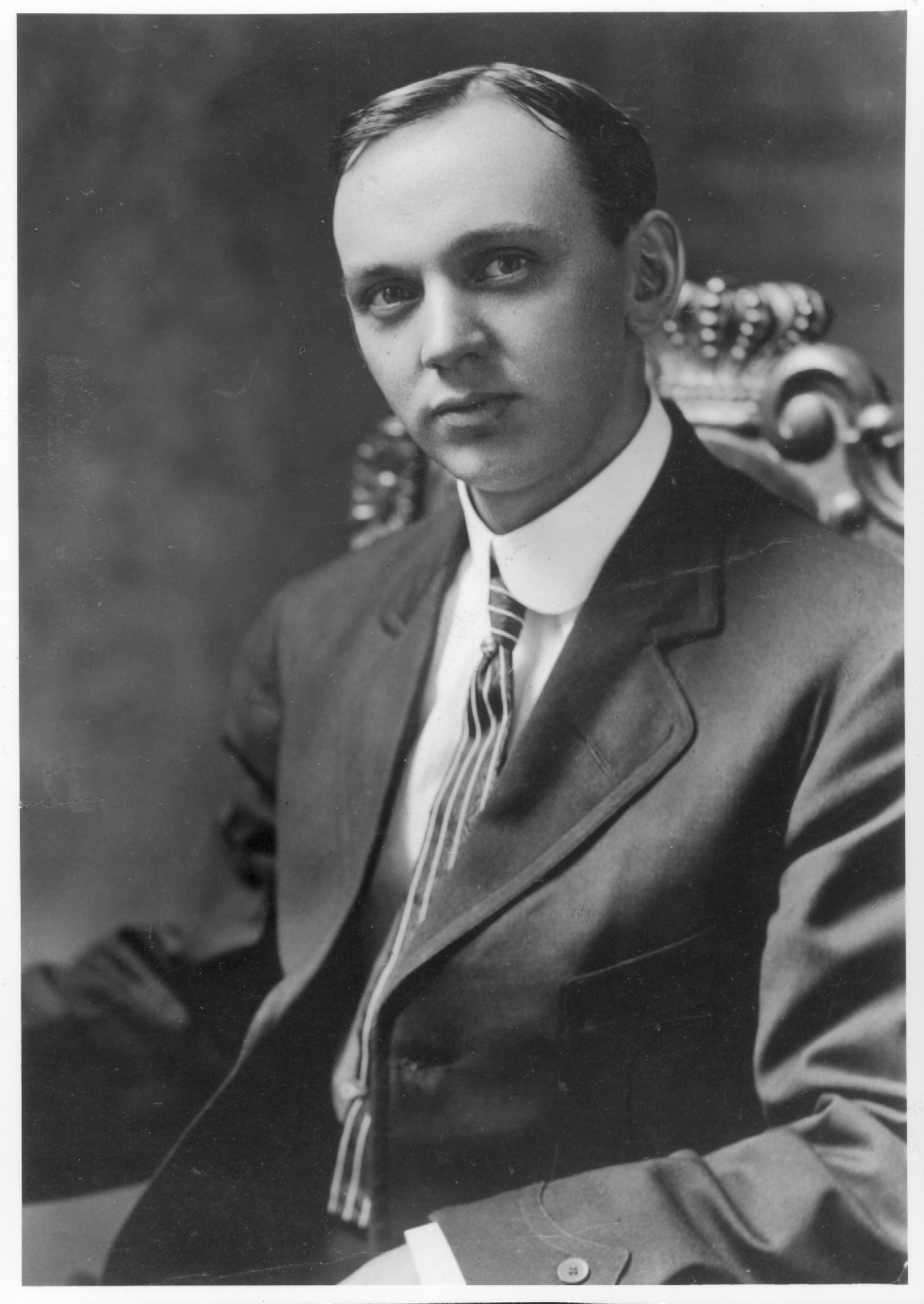
Edgar Cayce (1877–1945) fue un psíquico del e hizo muchas predicciones muy publicitadas.

A mediados del siglo XIX, el espiritismo moderno se hizo prominente en los Estados Unidos y el Reino Unido. El rasgo distintivo del movimiento era la creencia de que los médiums podían contactar con los espíritus de los muertos para dar una idea de los vivos. El movimiento fue alimentado en parte por anécdotas de poderes psíquicos. Una de esas personas que se cree que tiene habilidades extraordinarias fue Daniel Dunglas Home, quien ganó fama durante el período victoriano por su habilidad para levitar a varias alturas y hablar con los muertos.
A medida que el movimiento espiritualista crecía, surgieron otros grupos comparables, incluida la Sociedad Teosófica, que fue cofundada en 1875 por Helena Blavatsky (1831–1891). La teosofía combinó elementos espiritistas con el misticismo oriental y fue influyente a principios del siglo XX, influyendo más tarde en el movimiento de la Nueva Era durante la década de 1970. La propia Blavatsky reclamó numerosos poderes psíquicos.

### Finales delsigloXX
A finales del siglo XX, los psíquicos estaban comúnmente asociados con la cultura de la Nueva Era. Las lecturas psíquicas y la publicidad para psíquicos fueron muy comunes a partir de la década de 1960, ya que las lecturas se ofrecían por una tarifa y se daban en entornos como por teléfono, en el hogar o en ferias psíquicas.

## Cultura popular

### Creencia en habilidades psíquicas
En una encuesta, informada en 1990, de miembros de la Academia Nacional de Ciencias, solo el 2% de los encuestados pensaba que la percepción extrasensorial había sido demostrada científicamente, y otro 2% pensaba que los fenómenos ocurrían a veces. Cuando se le preguntó sobre la investigación en el campo, el 22% opinó que debería desalentarse, el 63% que debería permitirse pero no fomentarse y el 10% que debería fomentarse; los neurocientíficos eran los más hostiles a la parapsicología de todas las especialidades.
La organización Gallup realizó una encuesta sobre las creencias de la población general de Estados Unidos sobre temas paranormales en 2005. La encuesta encontró que el 41 por ciento de los encuestados creía en la percepción extrasensorial y el 26 por ciento creía en la clarividencia. El 31 por ciento de los encuestados indicó que cree en la telepatía o la comunicación psíquica.
Una encuesta de 439 estudiantes universitarios realizada en 2006 por los investigadores Bryan Farha de la Universidad de la ciudad de Oklahoma y Gary Steward de la University of Central Oklahoma, sugirió que los estudiantes de último año de la universidad y los estudiantes graduados eran más propensos a creer en los fenómenos psíquicos que los estudiantes de primer año de la universidad. El 23% de los estudiantes de primer año de la universidad expresaron su creencia en ideas paranormales. El porcentaje fue mayor entre los estudiantes de último año de la universidad (31%) y los estudiantes de posgrado (34%). La encuesta mostró una menor creencia en los fenómenos psíquicos entre los estudiantes de ciencias que entre los estudiantes de ciencias sociales y educación.
Algunas personas también creen que cualquier persona puede tener habilidades psíquicas que pueden activarse o mejorarse mediante el estudio y la práctica de diversas disciplinas y técnicas como la meditación y la adivinación, con una serie de libros y sitios web dedicados a la instrucción en estos métodos. Otra creencia popular es que la capacidad psíquica es hereditaria, y un padre psíquico transmite sus habilidades a sus hijos.

## Crítica e investigación

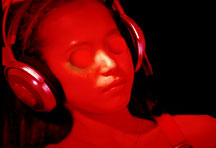
Participante de un experimento Ganzfeld cuyos resultados han sido criticados por ser malinterpretados como evidencia de telepatía

La investigación parapsicológica ha intentado utilizar generadores de números aleatorios para probar la psicoquinesis, privación sensorial leve en el experimento de Ganzfeld para probar la percepción extrasensorial y ensayos de investigación realizados bajo contrato por el gobierno de los EE. UU. para investigar la visión remota. Críticos como Ed J. Gracely dicen que esta evidencia no es suficiente para la aceptación, en parte porque la probabilidad intrínseca de los fenómenos psíquicos es muy pequeña.
Críticos como Ray Hyman y la National Science Foundation sugieren que la parapsicología tiene fallas metodológicas que pueden explicar los resultados experimentales que los parapsicólogos atribuyen a las explicaciones paranormales, y varios críticos han clasificado el campo como pseudociencia. Esto se ha debido en gran parte a la falta de replicación de los resultados por parte de experimentadores independientes.
La evidencia presentada para los fenómenos psíquicos no está suficientemente verificada para la aceptación científica, y existen muchas explicaciones alternativas no paranormales para supuestos casos de eventos psíquicos. Los parapsicólogos, que generalmente creen que existe alguna evidencia de capacidad psíquica, no están de acuerdo con los críticos que creen que no existe ninguna capacidad psíquica y que muchos de los casos de fenómenos psíquicos más populares como el mediumnismo, pueden atribuirse a técnicas no paranormales como lectura en frío, lectura en caliente o incluso autoengaño. Las técnicas de lectura en frío incluirían a los psíquicos que usan halagos, que intencionalmente hacen descripciones, declaraciones o predicciones sobre una persona vagas y ambiguas, y que avanzan subrepticiamente a otra predicción cuando el psíquico considera que la audiencia no responde. Magos como James Randi, Ian Rowland y Derren Brown han demostrado técnicas y resultados similares a los de los psíquicos populares, pero presentan explicaciones físicas y psicológicas en contraposición a las paranormales.
En enero de 2008 se publicaron los resultados de un estudio con neuroimagen. Para proporcionar las que supuestamente son las condiciones experimentales más favorables, el estudio incluyó estímulos emocionales apropiados y tuvo participantes que están relacionados biológica o emocionalmente, como los gemelos. El experimento fue diseñado para producir resultados positivos si la telepatía, la clarividencia o la precognición ocurrieron, pero a pesar de esto no se encontraron respuestas neuronales distinguibles entre estímulos psíquicos y estímulos no psíquicos, mientras que variaciones en los mismos estímulos mostraron efectos anticipados sobre los patrones de activación cerebral. Los investigadores concluyeron que "estos hallazgos son la evidencia más sólida hasta ahora obtenida contra la existencia de fenómenos mentales paranormales". James Alcock había advertido a los investigadores contra la redacción de dicha declaración.
Un estudio detallado de las predicciones de Sylvia Browne sobre personas desaparecidas y casos de asesinatos ha descubierto que, a pesar de sus repetidas afirmaciones de ser más del 85% correctas, "Browne ni siquiera ha sido mayoritariamente correcta en un solo caso". Con respecto a los psíquicos de la televisión, James Underdown afirma que evaluar a los psíquicos en un estudio es difícil ya que hay demasiadas áreas que controlar: el psíquico podría obtener ayuda de cualquiera en el set. El editor controla todo; pueden hacer que un psíquico parezca superior o ridículo dependiendo de la dirección del productor. En una exposición de Independent Investigations Group de John Edward y James Van Praagh descubrieron que lo que realmente se dijo el día de la grabación y lo que se transmitió al público eran "sustancialmente diferentes en la precisión. Se están deshaciendo de las suposiciones incorrectas... Una vez que se abre la cortina y se ve cómo se hace, no es nada impresionante."
La activista escéptica Susan Gerbic ha resumido una serie de técnicas que, según ella, los psíquicos utilizan para crear sus efectos.